# Leiothrix nubigena
Leiothrix nubigena är en gräsväxtart som först beskrevs av Carl Sigismund Kunth, och fick sitt nu gällande namn av Wilhelm Willy Otto Eugen Ruhland. Leiothrix nubigena ingår i släktet Leiothrix och familjen Eriocaulaceae. Inga underarter finns listade i Catalogue of Life.